# Спортивная гимнастика на летних Олимпийских играх 1904 — параллельные брусья
Соревнования на параллельных брусьях в спортивной гимнастике среди мужчин на летних Олимпийских играх 1904 прошли 28 октября. Приняли участие несколько спортсменов из одной стран.

## Призёры
| Золото           | Серебро         | Бронза         |
| Джордж Эйсер США | Антон Хейда США | Джон Дьюха США |

## Соревнование

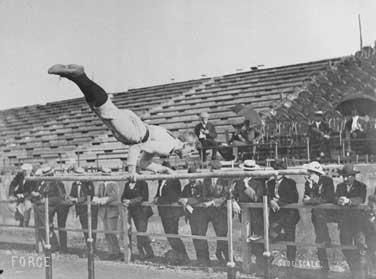
Один из спортсменов во время упражнений на брусьях

| Место | Спортсмен           | Результат  |
| ----- | ------------------- | ---------- |
| 1     | Джордж Эйсер (USA)  | 44         |
| 2     | Антон Хейда (USA)   | 43         |
| 3     | Джон Дьюха (USA)    | 40         |
| 4-5   | Уильям Мерц (USA)   | Неизвестен |
| 4-5   | Эдвард Хенниг (USA) | Неизвестен |